# Microctenopoma lineatum
Microctenopoma lineatum — маловідомий тропічний прісноводний вид африканських лабіринтових риб з родини анабасових (Anabantidae).
Оригінальний опис (під назвою Anabas lineatus) був зроблений на основі єдиного екземпляру, відправленого до Американського музею природознавства французьким колоніальним чиновником з території Убангі-Шарі в Центральній Африці. В 1960-1980-х рр. були спроби синонімізувати назву Ctenopoma lineatum з Ctenopoma nanum, єдиний відомий зразок C. lineatum розглядався як молодий екземпляр C. nanum. Проте ці 2 види різняться за забарвленням. У результаті проведеного в колекціях різних музеїв дослідження зразків ктенопом було виявлено ще 17 таких, які можна ідентифікувати як C. lineatum. На підставі цього дослідження 1991 року вид був відновлений й отримав новий опис. У результаті ревізії роду Ctenopoma 1995 року C. lineatum та споріднені з нею види, що будують гнізда з бульбашок, були віднесені до нового роду Microctenopoma.

## Поширення
Microctenopoma lineatum зустрічається в південній частині басейну озера Чад та на півночі басейну Конго. Вид рідкісний в колекціях, відомий лише з трьох місцевостей: річки Грібінгі (фр. Gribingui, верхня течія Шарі, басейн озера Чад), а також Убангі та Ітімбірі (фр. Itimbiri) в середній течії Конго. Всі вони знаходяться в межах Центральноафриканської Республіки та Демократичної Республіки Конго. Microctenopoma lineatum не є звичним видом у цьому регіоні. Останні зразки були зібрані в 1924 р. Під час дослідження рибної фауни в басейні озера Чад, проведеного Blache et al. (1964), Microctenopoma lineatum не була там виявлена.
Розрахункова площа території, де ловили цих риб, становить 16 км², загальна площа ареалу поширення виду оцінюється в 62 тис. км². Для уточнення цих показників потрібні додаткові дані.
Microctenopoma lineatum — бентопелагічний вид з високою толерантністю до бідних на кисень водойм. зустрічається в постійних і сезонних річках, струмках та ставках, а також на різного типу болотах.
Руйнівні методи рибальства з використанням отрути, а також видобуток алмазів і золота в басейні річки Убангі в Центральноафриканській Республіці становлять загрозу існуванню місцевій популяції виду. Загрози для решти популяцій невідомі.

## Опис
Максимальний відомий розмір самців 55,8 мм, самок 41,2 мм стандартної (без хвостового плавця) довжини. Тіло невисоке, витягнуте, трохи стиснуте з боків. За формою та меристичними показниками ця риба дуже схожа з M. nanum із Центральної Африки. Висота тіла найбільшою є навпроти початку черевних плавців, вона приблизно втричі менша за стандартну довжину. Хвостове стебло добре розвинене, коротке й чітке, найбільша його висота в 2,2 рази менша за довжину голови. Урогенетальний (сечостатевий) отвір розташований безпосередньо перед початком анального плавця.
Голова легко загострена, в дорослих самців чітко помітна випуклість на потилиці. Довжина голови в 2,9 рази менше за стандартну довжину. Рот кінцевий, з гострими конічними зубами. Довжина верхньої щелепи в 3,3 рази менша за довжину голови. Діаметр ока в 3,6 або більше разів менший за довжину голови, а міжорбітальна відстань у 4,0 рази. 2 пори розташовані в міжорбітальному просторі. Зяброві кришки навпроти основи грудного плавця зазублені, 2-5 шипів розташовані над вирізом у зябровій кришці й 1-2 нижче за нього. Лабіринтовий орган однопелюстковий, без вторинних складок, розташований посередині надзябрової камери.
У спинному плавці 15-17 твердих і 7-10 м'яких променів, в анальному 8-9 твердих і 7-10 м'яких. Довжина найдовшого твердого променя спинного плавця в 4,0 рази, а найдовшого його м'якого променя в 2,0 рази менша за довжину голови, для анального плавця — відповідно в 4,5 і 1,8 рази. Хвостовий плавець округлий, має 14 променів. Черевні плавці довгі й загострені на кінці, в складеному стані заходять за початок анального плавця.
Бічна лінія добре розвинена, складається з двох частин. Все тіло вкрите лусками, слабкими ктеноїдними й однаковими за розміром; менші лусочки вкривають основу м'якопроменевої частини спинного, анального та хвостового плавців. 24-26 лусок у бічному ряду, 11-16 пористих лусок у верхній бічній лінії, 5-8 — у нижній, 2-3 луски над бічною лінією, 7-8 лусок нижче бічної лінії. Хребців 23-26.
Дані про живе забарвлення риб відсутні. Законсервовані зразки мають дві чіткі паралельні темні горизонтальні смужки на боках, які починаються від зябрових кришок і тягнуться до основи хвостового плавця. Ця ознака вважається діагностичною для цього виду, горизонтальні смуги фактично не спостерігаються в інших представників роду Microctenopoma. Основне забарвлення бліде, темніше на спині. По обидва боки від поздовжніх смуг можуть бути цятки або мармурові розводи. В деяких молодих екземплярів (розміром близько 25 мм стандартної довжини) присутня цятка на хвості. Черевні плавці добре пігментовані.
Самці більші за самок і мають чіткіший малюнок, спинний, анальний та черевні плавці в них витягнуті й загострені на кінці. Черево в дорослих самок округле, іноді надуте від ікри.